# Stakevska Reka
Stakevska Reka (bulgariska: Стакевска Река) är ett vattendrag i Bulgarien.   Det ligger i regionen Vidin, i den nordvästra delen av landet, 110 km norr om huvudstaden Sofia.
Omgivningarna runt Stakevska Reka är en mosaik av jordbruksmark och naturlig växtlighet. Runt Stakevska Reka är det ganska glesbefolkat, med 24 invånare per kvadratkilometer.